# Santo Amaro (Bahia)
Santo Amaro (também conhecida pela denominação não oficial Santo Amaro da Purificação) é um município brasileiro do estado da Bahia, no Recôncavo Baiano.

## História
Por volta do ano 1000, os índios tapuias que habitavam a região foram expulsos para o interior do continente devido à chegada de povos tupis procedentes da Amazônia. No século XVI, quando chegaram os primeiros europeus à região, a mesma era habitada pela tribo tupi dos tupinambás.
A cidade foi fundada em 1557 e cresceu sobre terraços ao lado do rio Subaé. Em 1559, a sesmaria que englobava o atual território de Santo Amaro foi doada a Fernão Rodrigues Castelo Branco. No ano seguinte, o mesmo a doou a Francisco de Sá, filho do governador-geral Mem de Sá. Francisco construiu o Engenho Real de Sergipe. Francisco morreu antes do pai, que passa para sua filha Felipa de Sá.
Felipa de Sá vendeu aos monges beneditinos. Em 1667, monges beneditinos construíram a Capela de Santo Amaro. Felipa de Sá doou ainda ao colégio de Santo Antão de Lisboa o Engenho do Conde e nele os Jesuítas construíram a Igreja de Nossa Senhora da Purificação em 1608.  Em 1678  este templo ruiu, em 18 de Outubro de 1700 foi realizada uma missa no local que em 1706, foi iniciada a construção da atual Basílica Menor de Nossa Senhora da Purificação. Foi elevada a vila o município em 5 de janeiro de 1727. Tornou-se cidade em 13 de março de 1837, denominada de "Leal e Benemérita". Em 1847, foi estabelecida ligação marítima regular com a capital da província, Salvador, por navio a vapor. Em 1855, uma epidemia de cólera dizimou metade da população.

### Formação administrativa
Antes de 1608, a localidade já era um distrito denominado "Nossa Senhora da Purificação e Santo Amaro". Em 1727 foi elevado à categoria de vila. A lei provincial n.° 43 de 13 de março de 1837 elevou a vila à condição de cidade com a denominação de "Santo Amaro".
Já no século XX, em 1911, o município de Santo Amaro contava com sete distritos: Santo Amaro (sede), Bom Jardim, Lustosa, Oliveira dos Campinhos, Rio Fundo, Rosário de Santo Amaro e Saubara. Já em 1933, o número de distrito sobe para oito: Santo Amaro (sede), Bom Jardim, Oliveira dos Campinhos, Nossa Senhora do Rosário, Santana do Lustosa, São Bento do Inhatá, São Pedro do Rio Fundo (antes denominado Rio Fundo) e Saubara.
Com a emancipação de diversos distritos (que posteriormente viraram municípios), em 1993 Santo Amaro adquire a configuração administrativa que se mantém até os dias atuais, com apenas três distritos: Santo
Amaro (sede), Acupe e Campinhos.

## Geografia

### Clima
O clima de Santo Amaro é tropical. A temperatura média da cidade e de cerca de 24,7 °C. Santo Amaro tem uma pluviosidade significativa ao longo do ano, mesmo o mês mais seco tem muita pluviosidade.  A média anual de pluviosidade é de 1713 mm. Setembro é o mês mais seco com oitenta mm de pluviosidade. A maior pluviosidade se registra em Maio com uma média de 296 mm.A diferença de pluviosidade entre o mês mais chuvoso e o menos chuvoso é de 216mm.
Fevereiro é o mês mais quente do ano com temperatura média de 26,3 °C. Em Julho a temperatura média é a mais baixa do ano com cerca de 22,3 °C.
| Mês     | 1    | 2    | 3    | 4    | 5    | 6    | 7    | 8    | 9    | 10   | 11   | 12   |
| mm      | 82   | 86   | 128  | 235  | 296  | 182  | 189  | 115  | 80   | 86   | 123  | 111  |
| °C(min) | 21,6 | 21,7 | 21,8 | 21,6 | 20,7 | 19,7 | 18,8 | 18,8 | 19,6 | 20,5 | 21,1 | 21,5 |
| °C(max) | 30,9 | 30,9 | 30,5 | 29,2 | 27,6 | 26,6 | 25,9 | 26,5 | 27,8 | 29,1 | 30,0 | 30,5 |
| Média°C | 26,2 | 26,3 | 26,1 | 25,4 | 24,1 | 23,1 | 22,3 | 22,6 | 23,7 | 24,8 | 25,5 | 26,0 |

### Solo
O relevo santamarense é bastante acidentado, o que acontece em cerca de 66% de sua área. No que diz respeito a sua pedogênese, o solo é constituído, em grande parte, pelo massapê cretácico, de cor escura, dotado de grande plasticidade, e rico em matérias orgânicas, característica  pedogenética que confere ao solo um suporte ecológico para o cultivo de vastas plantações de cana-de-açúcar, que cobrem as colinas e várzeas em formações continuas.

### Ecologia e Meio Ambiente
Santo Amaro tem belas atrações naturais, como cachoeiras da Vitória, do Urubu, Nanã e outras tantas, grutas e praia na Baía de Todos os Santos. o Rio Subaé no passado, era o responsável, pelo transporte fluvial de várias mercadorias, açúcar, cachaça, fumo, vinagre, farinha de mandioca, rapadura, e nos transportes de passageiros para Salvador, e outras cidades e lugarejos. No entanto o Rio Subaé, ainda apresenta um nível elevado de poluição.

### Poluição Ambiental

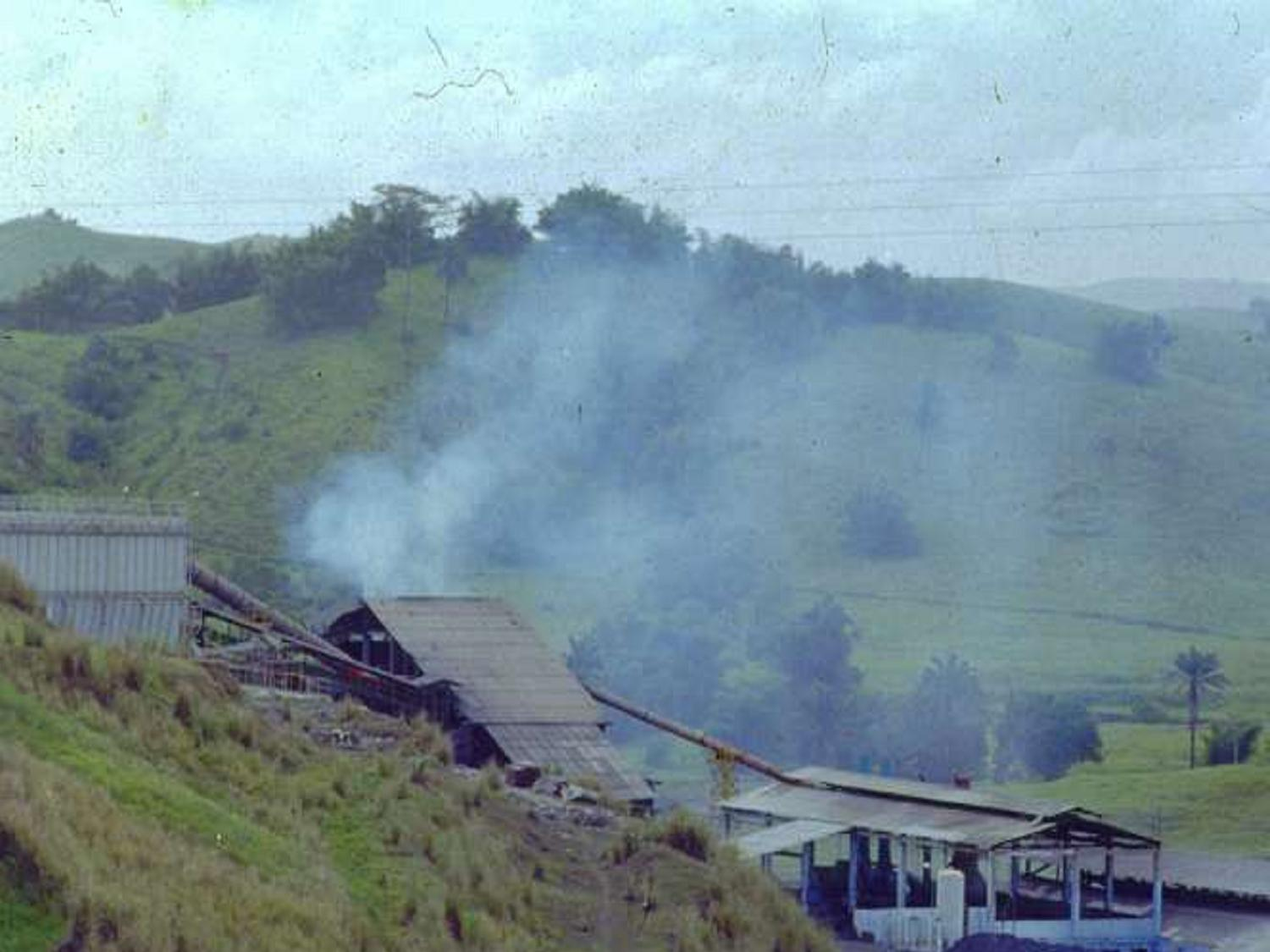
Sede da COBRAC/Plumbum

A contaminação por metais pesados em Santo Amaro da Purificação é um capítulo na história desta cidade. Em 1958 a empresa francesa PENARROYA Oxide S.A.; com sede na cidade Rieux - França, para atuar no Brasil criou a subsidiária COBRAC - Companhia Brasileira de Chumbo. Em 1960 marca o início de suas atividades em Santo Amaro, instalando a noroeste da cidade uma fábrica para beneficiamento do minério de chumbo, extraído da mina subterrânea localizada no Município de Boquira, na Chapada Diamantina, BA. Do minério vindo de Boquira; principalmente, o sulfetado (galena), menos frequentemente o oxidado (cerusita) e eventualmente, minério concentrado de chumbo proveniente do Canadá; eram produzidos ligas de chumbo e escórias sendo sinterização o principal processo metalúrgico empregado (havia também redução, refino e recuperação dos subprodutos). Os subprodutos (escória) foram amontoados no terreno ao largo da fábrica e eram considerados inócuos. Em trinta e três anos, até a fábrica ser desativada em 1993, foram produzidas 490 mil toneladas desta escória, contendo 35 g/t de Cádmio e até 3% de Chumbo (além de arsênico, zinco e outros metais pesados), que vem até os dias atuais. Em 1989 a COBRAC foi adquirida à Plumbum Mineração e Metalurgia Ltda, que pertence ao Grupo Trevo. A escória foi usada no calçamento da cidade.

## Demografia

### Aspectos Sociais
Santo Amaro vem sofrendo uma estagnação populacional ao longo das últimas décadas. Sua população é praticamente a mesma desde os anos de 1980 em torno de 60 mil habitantes. O motivo dessa estagnação acontecer é provavelmente a perda de dinamismo econômico com o fechamento de usinas e o declínio da cultura da cana-de-açúcar. Além disto fatores de atração como o surgimento de oportunidades de emprego localizadas em municípios da Região Metropolitana de Salvador podem ter contribuído para o deslocamento da população economicamente ativa. Apesar disto o município mantém uma alta densidade demográfica (124 hab./km²) que é de predomínio de cidades próximas a capital, a população se desloca para lá em busca de melhores condições de educação e saúde devido a melhor infraestrutura que encontra.

### Religião
Segundo o Censo do IBGE em 2010 Santo Amaro tinha 77% de católicos apostólicos romanos, 22% de evangélicos e 1% de espíritas, porém essa pesquisa não diz nada sobre os praticantes de candomblé. Santo Amaro é a cidade do recôncavo com mais terreiros(cerca de 60 terreiros). Na cidade o catolicismo e o candomblé são predominantes, a principal igreja é a da Purificação forte exemplo de como o catolicismo é presente na cidade. Foi identificada a existência de uma relação inter-religiosa amistosa entre os diversos segmentos, sejam eles católico, espírita, evangélico ou do candomblé. Ratificando a presença forte do sincretismo religioso em Santo Amaro.

## Política
O poder executivo do município de Santo Amaro é representado pelo prefeito e seu gabinete de secretários municipais, seguindo o modelo proposto pela Constituição Federal. A prefeita atual de Santo Amaro é Alessandra Gomes Reis E Silva do Carmo (PSD), eleita em 2020, exercendo o cargo desde 2021. O poder legislativo é representado pela câmara municipal, composta por 15 vereadores eleitos para cargos de quatro anos, a saber: Benivaldo das Dores da Silva (Avante); Ademilson Araújo dos Santos (Republicanos); Paulo Maurício Sena Gomes (PDT); Nelson da Silva Coelho (PSDB); Valter Rodrigues de Brito (PP); Luciano dos Reis Caldas (PP); Kleber Rocha Wanderley (PDT); José Angelo da Anunciação Taratá (PCdoB); Juliana Nascimento de Sena Medeiros (PSB); Gleiber Vitória Fernandes (Avante); Antônio Carlos Cerqueira Marques (PSB); Agnaldo Antônio de Oliveira Nascimento (DEM); Marcos Antonio Guimaraes Ribeiro (PSD); Leovigildo Silvestre Pascoal Neto (PCdoB); Claudio Muniz dos Santos (PSD). Cabe à casa elaborar e votar leis fundamentais à administração e ao Executivo.
Segundo o Tribunal Superior Eleitoral (TSE), em Outubro de 2015 Santo Amaro possuía 45.014 eleitores. A atual lei orgânica de Santo Amaro, que rege o município, foi promulgada em 5 de abril de 1990. O município é sede de uma comarca do Poder Judiciário da Bahia.

## Economia
Assim se configura a economia do município:

### Setor Primário
Desde o século XVI até o século XX, a economia da cidade girou em torno da cana-de-açúcar. Atualmente, porém, novos cultivos começam a ser introduzidos, como dendê, cacau e bambu. O setor primário é o de menos expressividade para economia da cidade. Boa parte das lavouras no município se dedica a agricultura familiar. Na pecuária em 2014 a cidade contava com cerca de 12549 bovinos, 664 equinos, 258 ovinos, 210 galináceos, 53 caprinos e 80 vacas ordenhadas, das quais foram produzidos 78 mil litros de leite. Também foram produzidos 17.335 kg de camarão em Itapema, 100 kg de mel abelha, 28 mil dúzias de ovos de galinha. Na lavoura temporária foram produzidas 85 960 toneladas de cana-de-açúcar, 3 000 toneladas de mandioca e 40 toneladas de milho.
Na lavoura permanente, o município produziu 1.980 toneladas de banana, 675 toneladas de laranja, 300 toneladas de cacau, 168 toneladas de manga, 135 toneladas de dendê e 114 toneladas de maracujá.

### Setor Terciário
No setor terciário, especialmente o segmento comercial é o mais dinâmico na cidade. O comércio  local é bastante diversificado, contando com diversas lojas de utensílios domésticos, vestuário, livraria, supermercados, materiais de construção, etc. No setor comercial cabe ainda destacar a Feira Municipal, que atua como entreposto expressivo do Recôncavo Baiano. O movimento da feira de Santo Amaro é registrado ao longo de toda semana, sendo entretanto a segunda-feira considerada o "ponto alto" da feira, dia em que o movimento é mais intenso, quando são comercializados os mais diversos artigos, como vestuário, alimentos, bebidas, utensílios domésticos entre outros.
|    | Setor        | PIB     |
| 1º | Agropecuária | 16.177  |
| 2º | Indústrias   | 106.870 |
| 3º | Serviços     | 265.349 |

## Infraestrutura

### Educação

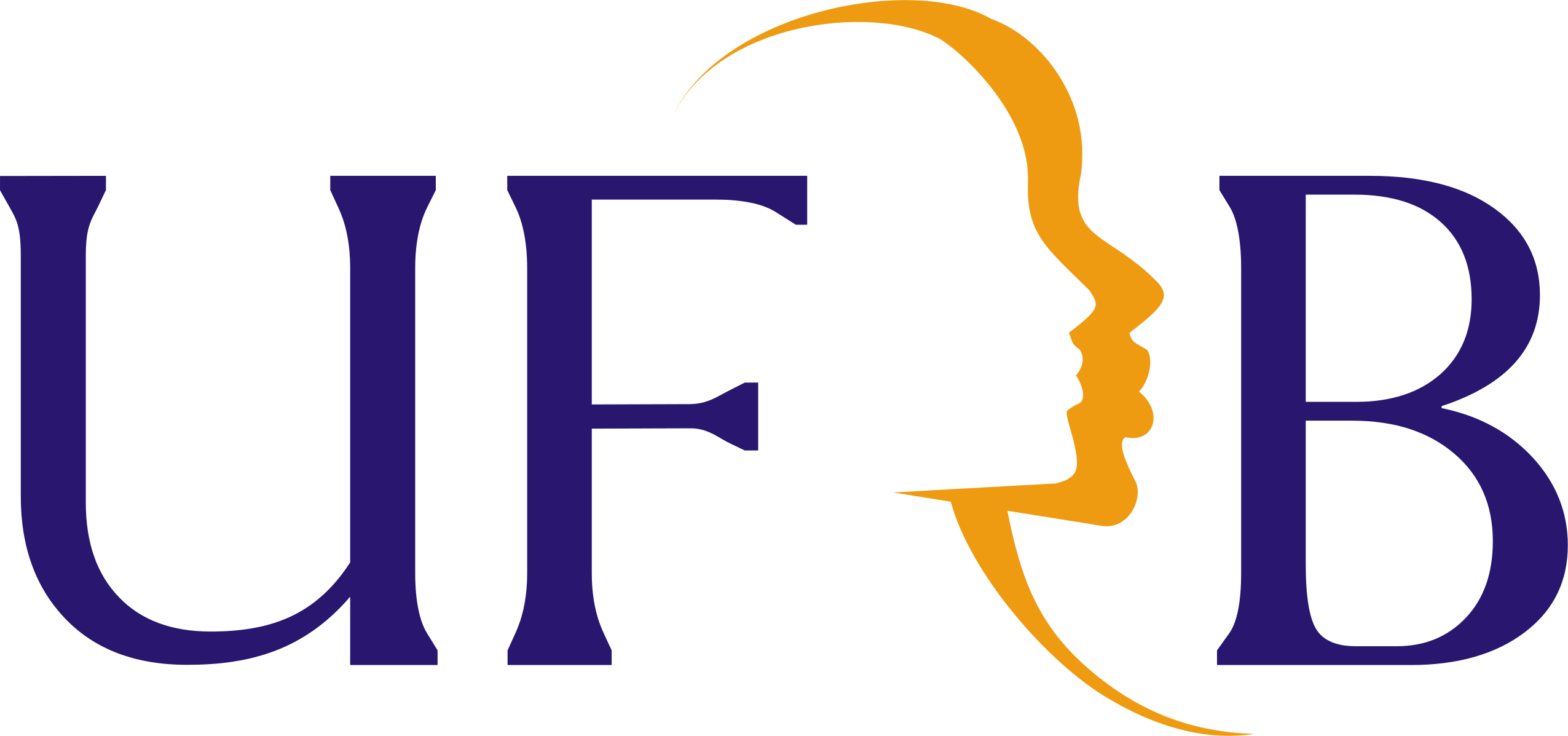
Símbolo da UFRB

A cidade abriga um campus do Instituto Federal da Bahia, antigo CEFET-BA, que, anualmente, abre vagas para cursos de ensino superior e ensino técnico tanto na modalidade integrada como subsequente ao ensino médio. Há mais de 13 escolas particulares na cidade, sendo que algumas dessas oferecem também curso de ensino médio.
Encontra-se também na cidade, instalada provisoriamente no prédio de uma antiga escola municipal a Universidade Federal do Recôncavo da Bahia (UFRB). Com o curso de Bacharelado Interdisciplinar em Cultura, Linguagens e Tecnologias Aplicadas, atraindo uma leva de estudantes de diversos estados brasileiros, movimentando assim a economia da cidade.

### Saúde
Santo Amaro está localizada na região de saúde de Salvador, Macrorregião Leste, no Núcleo Regional de Saúde Leste.
Na atenção básica, a cidade conta com Postos de Saúde da Família(PSF's) nos bairros do Derba, Sinimbú, Trapiche, Bonfim, Caixa D'Água e Sacramento. Na zona rural em Pedras, Ponto do Carvão, São Braz, Acupe, Sítio Camaçari, Tanque de Senzala. Além de outros postos nos povoados do Bângala,  Muringue, em Itapema.
Em relação as urgências, a cidade conta com uma base descentralizada do SAMU 192 com duas ambulâncias, um pronto-socorro 24 horas no distrito de Acupe e a construção de uma UPA, além de 10 ambulâncias próprias do município.
Com relação as farmácias a cidade conta com três núcleos de distribuição de medicamentos: a Farmácia Básica Central, a Farmácia de Saúde Mental e a Farmácia Popular do Brasil.
Santo Amaro conta com um centro para acolhimento em saúde mental, o Centro de Atenção Psicossocial (CAPS), que conta com as especialidades de Psiquiatria, Psicologia, Enfermagem, Fisioterapia, e Serviço Social.
O município tem dois laboratórios clínicos credenciados na Secretária de Saúde da Bahia:
- LACLISA - Faz exames nas áreas de Bioquímica, Hematologia, Sorologia e Imunologia, Uroanálise e Imuno-hematologia.
- Laboratório Oswaldo Cruz - Faz exames nas áreas de Bioquímica, Hematologia, Sorologia e Imunologia e Uroanálise.

O município possui um Centro de Especialidades Odontológicas (CEO II).
A rede hospitalar do município conta principalmente com três Hospitais e uma Policlínica:
- Policlínica Municipal Régis Pacheco - Especialidades: Angiologia, Cardiologia, Clínica Geral, Endocrinologia, Urologia, Pediatria. Exames realizados: Eletrocardiograma e Ultrassom. A policlínica conta ainda com um ambulatório de Fisioterapia.
- Hospital Maternidade de Santo Amaro - Pronto atendimento obstétrico 24 horas e internações em 41 leitos do SUS.
- Hospital Nossa Senhora da Natividade - Pronto atendimento 24 horas e internações em 15 leitos do SUS.
- Hospital Nossa Senhora da Vitória - Pronto atendimento 24 horas e internações em 32 leitos do SUS. Especialidades: Oftalmologia, Ultrassonografia, Eletrocardiografia, Radiologia e laboratório clínico.

Fonte: Secretaria Municipal de Saúde de Santo Amaro.

### Segurança Pública
Segundo o mapa da violência 2016 Santo Amaro tem, uma taxa média de 30,9 homicídios por 100 mil habitantes, ou seja, 3 vezes a taxa de homicídios considerada aceitável pela ONU (10 homicídios por 100 mil habitantes) ocupando a 62ª posição no ranking de municípios baianos
A questão da segurança pública está dividida entre 3 entidades em Santo Amaro:
- Polícia Militar - Uma das entidades é a Policia Militar, cujos policiais pertencem a 20ª Companhia Independente de Policia Militar. A função específica da PM no município é fazer o policiamento ostensivo e cuidar do bem-estar social da população. O Comando de Operações tem a missão de  planejar, coordenar, controlar e supervisionar as atividades de polícia ostensiva de acordo com as necessidades de preservação da ordem pública. A cidade, além da sede da CIPM, também conta com posto policial no distrito de Oliveira dos Campinhos, próximo a Igreja Matriz.[38]
- Polícia Civil - Outra entidade é a Polícia Civil, que conta com escrivães, agentes públicos e delegados. A função específica da polícia civil na cidade é a investigação e produção de inquéritos policiais através de portaria ou auto de prisão em flagrante, expedição de guias para exames periciais de qualquer natureza e o registro de queixas e ocorrências do município. Ela exerce as funções de polícia judiciária e investigativa apurando os ilícitos penais na forma da lei.[39]

### Comunicações

#### Redes de Internet Móvel
- Claro - Rede 3G[40]
- TIM - Rede 3G
- Vivo - Rede 3G

#### Emissoras de rádio FM
- 105.5 Santo Amaro FM[41]
- Regional FM 104.9

### Transportes
Santo Amaro tem vários serviços de mototáxi, o que faz com que inclusive sua frota de motos (3546 motos) seja superior a de carros (3355). A frota de Santo Amaro possui também em 244 caminhões, 210 ônibus, 122 micro-ônibus, 10 caminhões-trator, além de outros tipos de veículos.
Em Santo Amaro existe antiga ferrovia Estrada de Ferro Santo Amaro. Dessa antiga ferrovia incorporada depois pela Leste Brasileiro, está apenas em tráfego o trecho que segue na direção de Cachoeira, integrando a Linha Sul. O transporte rodoviário de Santo Amaro teve início com a estrada que liga a cidade ao distrito de Oliveira dos Campinhos (atual parte do trecho da BA-084), chamada de 'Estrada do Pé-Leve', que se une com a rodovia BR-324 no Posto São Luiz. Outra estrada é a do Sinimbu (atual parte da rodovia BR-420) que também se liga a BR-324.

## Cultura

### Santo-amarenses ilustres
Parte da cultura sobre o esporte, tem-se que os dois principais clubes de futebol profissional da cidade foram Ideal Esporte Clube e Botafogo Esporte Clube. Em Santo Amaro existe também a liga santamarense de futebol, cuja seleção é cinco vezes campeã do Campeonato Baiano Intermunicipal de Futebol.

### Patrimônios históricos

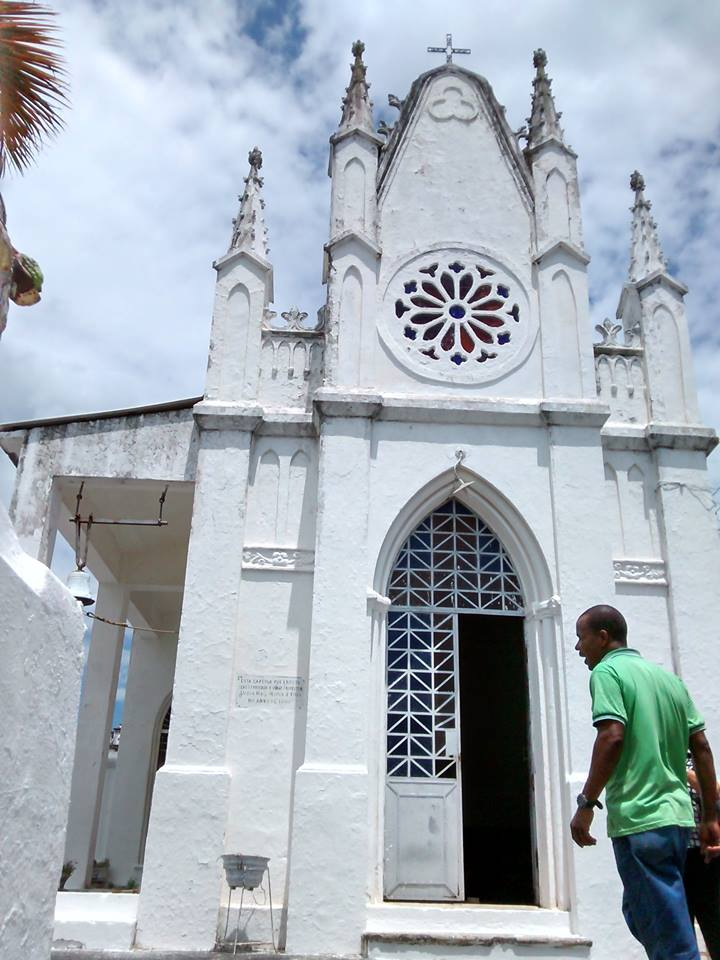
Capela do cemitério

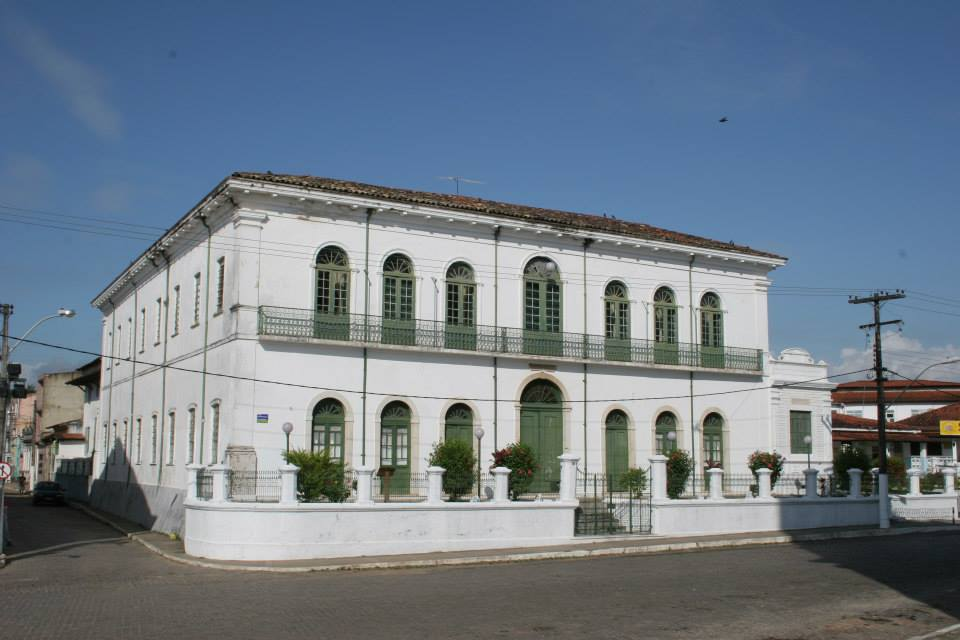
Hospital Nossa Senhora da Natividade

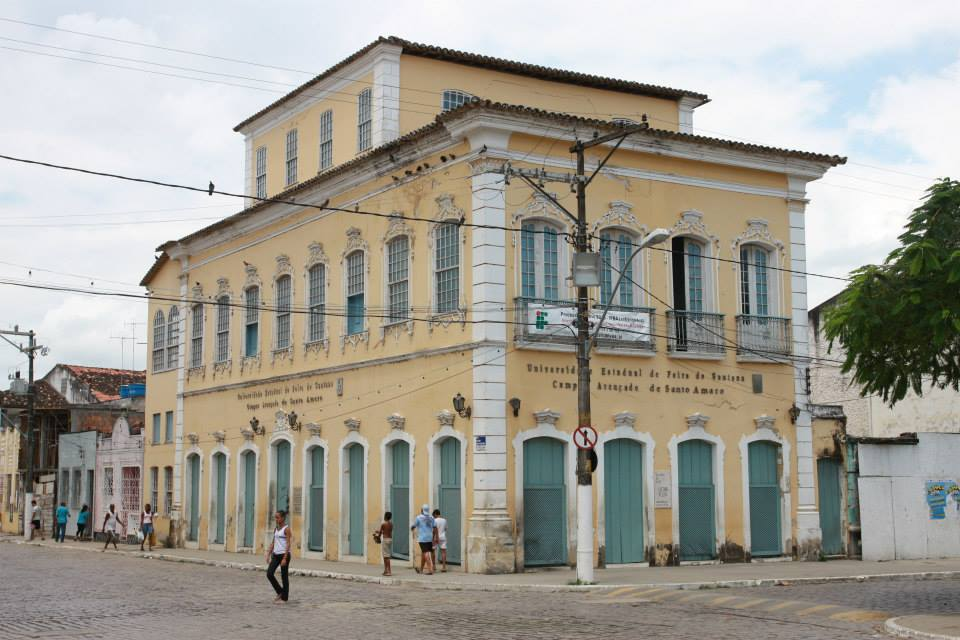
Solar do Biju

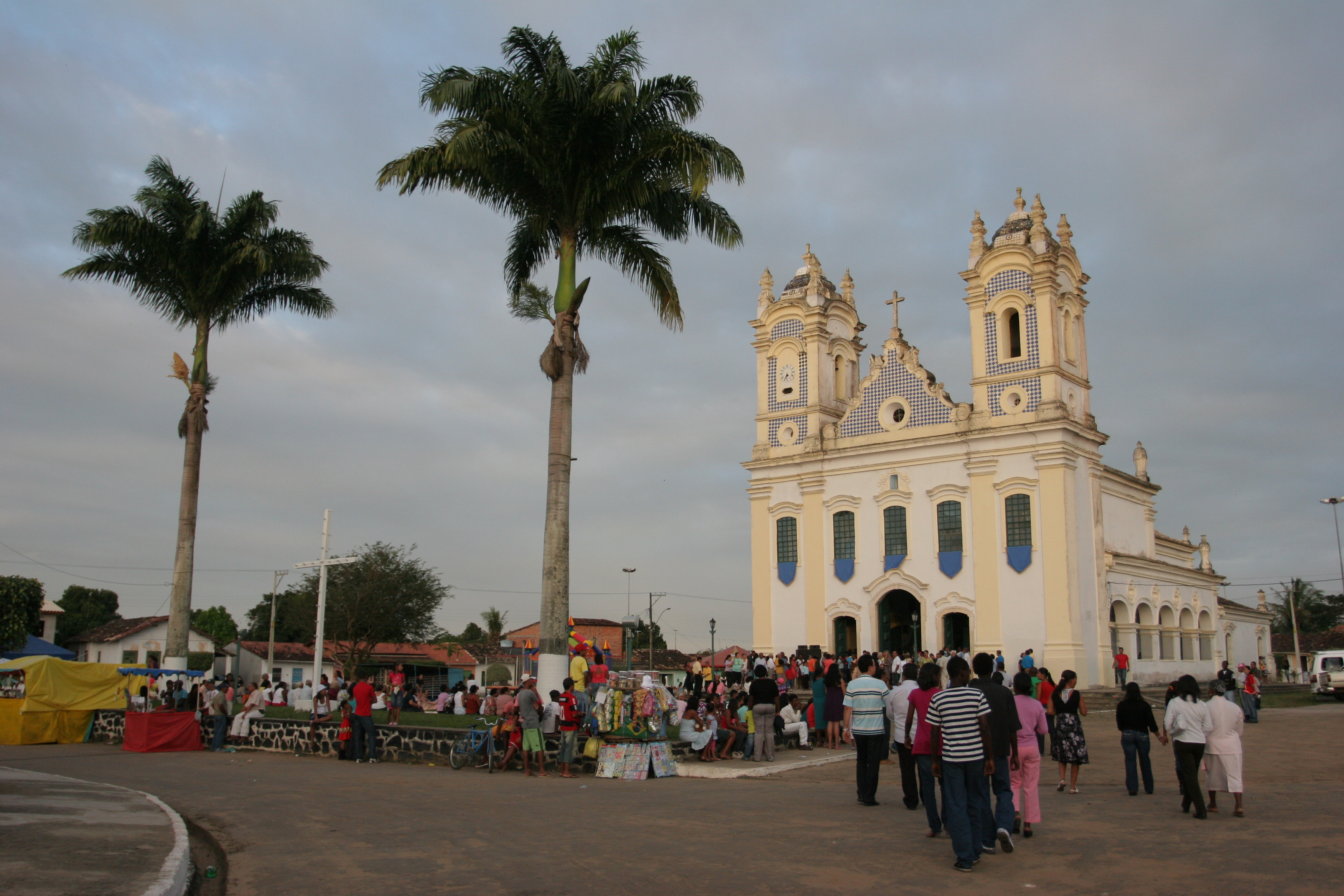
Igreja de Nossa Senhora da Oliveira

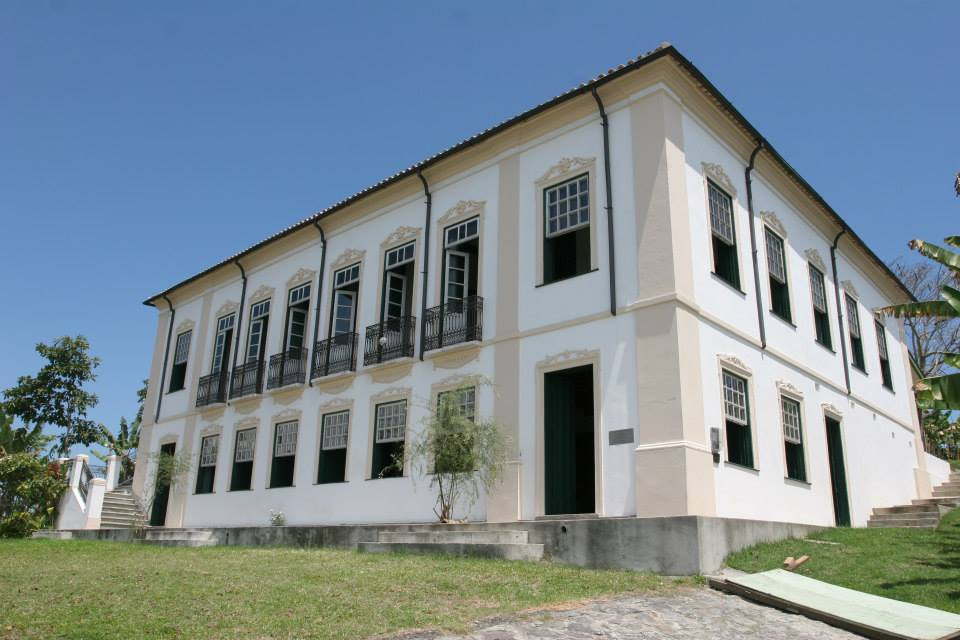
Solar Paraíso

São patrimônios históricos na cidade:
- Igreja Matriz de Nossa Senhora da Purificação: início da construção em 1706; fim da construção no fim do século XVIII; tombamento pelo IPHAN em 1941; usada para culto religioso. Levou quase um século para ser construída. Possui uma pintura ilusionista italiana que era moda na Bahia na segunda metade do século XVIII, além disso, possui 10 painéis de azulejos azuis portugueses.
- Casa de Câmara e Cadeia Pública: início da construção em 1727; fim da construção em 1769; tombamento pelo IPHAN em 1941; usada como Sede do Governo Municipal. Feita a imagem e semelhança da Câmara de vereadores de Salvador, possui pinturas de Dom Pedro I, Dom Pedro II, Barão de Sergy e Nossa Senhora da Conceição. Em sua parte posterior, há um pequeno jardim semicircular. Antigamente funcionava na casa uma cadeia, o prédio atualmente abriga a Câmara Municipal e a Prefeitura.
- Solar do Biju: início da construção em 1804; fim da construção em final do século XIX (momento em que adquire a configuração atual); tombamento pelo IPHAN em 1943; usado como biblioteca e memorial. Era muito utilizado para o comércio. Foi palco de vários fatos históricos como o nascimento do Barão de Sergy e a assinatura da ata de vereança de 14 de junho de 1822,[11] 1º documento a manifestar o desejo de independência entre Brasil e Portugal. Abriga uma biblioteca e o museu e galeria de arte Caetano Velloso. Atualmente pertence a UFRB.[44]
- Santa Casa de Misericórdia (Hospital Nossa Senhora da Natividade): início da construção em 1778; fim da construção em 1854 (fim da ampliação); tombamento pelo IPHAN em 1962; usada como hospital. Possui imagens de: Nossa Senhora das Dores, Menino Jesus, Senhora Santana, São Joaquim, Nossa Senhora da Conceição e Senhor do Bonfim. Encontra-se atualmente sob administração da fundação FABAMED.
- Convento de Nossa Senhora dos Humildes: início da construção em 1793; fim da construção em 1870; tombamento pelo IPAC em 1981; usada para culto religioso e museu. Além de igreja funciona nas instalações um museu de arte sacra. Possui várias imagens como Nossa Senhora dos Anjos, São Miguel e Santa Rita.
- Igreja de Nossa Senhora do Amparo: início da construção em 1818; fim da construção em Provavelmente em 1907; não há tombamento; usada para culto religioso. Carece de proteção (IPAC ou IPHAN). Possui várias imagens como Senhor Santo Amaro, São Gonçalo, Santa Rita e Nossa Senhora da Vitória e Jesus Crucificado.
- Igreja de Nossa Senhora da Oliveira: início da construção em 1768; fim da construção em 1856 (atual configuração); tombamento pelo IPHAN em 1942; usada para culto religioso. Localizada no distrito de Oliveira dos Campinhos.[45] Possui imagens de Nossa Senhora das Dores e Nossa Senhora da Oliveira, além disso, possui quadros de Nossa Senhora e Menino Jesus.
- Igreja do Senhor Santo Amaro: início da construção em 1667; fim da construção em Fim do século XIX (momento em que adquiriu a configuração atual); não há tombamento; usada para culto religioso. Popularmente conhecida como igreja de Santa Luzia, possui imagens de Santo Amaro, Nossa Senhora dos Navegantes, Santa Luzia, Nossa Senhora da Vitória, Nossa Senhora da Conceição e Santa Rita dos Impossíveis. Possui 4 sinos. A transferência da freguesia de Santo Amaro da Purificação para o entorno da igreja, deu início a urbanização da cidade de Santo Amaro.
- Solar Araújo Pinho: início da construção em Inicio do século XIX; fim da construção em 1859 (momento em que houve o acréscimo do 2º pavimento); tombamento pelo IPHAN em 1978; usado para eventos. Sede da Asseba,[46] atualmente, funciona no local a “Casa do Samba” que reúne vários sambadeiros e sambadeiras de todo recôncavo baiano. Foi o local de estadia do Imperador Dom Pedro II durante sua visita a Santo Amaro, momento no qual seu dono a época o Conde de Subaé[11] construiu um segundo pavimento para estadia do Imperador.
- Solar Paraíso: início da construção em Final do século XIX; fim da construção em  Final do século XIX; tombamento pelo IPAC em 1986; usado para eventos. Localizado no alto de uma encosta na periferia da cidade, fica logo acima da igreja de Santa Luzia. O local onde fica o solar foi um dos marcos iniciais da cidade de Santo Amaro. Atualmente pertence a proprietária Lucília Libório.
- Santa Casa de Misericórdia de Oliveira (Hospital Nossa Senhora da Vitória): início da construção em 1856; fim da construção em 1866; não há tombamento; usada como hospital. Localizada próxima a Matriz local do distrito de Oliveira dos Campinhos,[47] guarda imagens de: Nossa Senhora das Vitórias, São Roque, São Francisco, Deus Menino e Deus Crucificado.
- Chalé na Praça 14 de Junho (Clube Social Irapuru): início da construção em Final do século XIX; fim da construção em Final do século XIX; não há tombamento. Antigo ginásio santo-amarense, foi sede do clube social Irapuru.

### Festejos populares
São festejos populares que acontecem na cidade:
- Terno de Reis Filhos do Sol: Organizado pela família Veloso.[49] Faz parte dos festejos natalinos, inspirado nos três reis magos. (janeiro: data móvel)
- Festa do Senhor Santo Amaro: Comemoração ao Santo, com a realização de novenário e quermesse. (6 a 15 janeiro)
- Festa de Nossa Senhora da Purificação - Festa em louvor a Nossa Senhora da Purificação. Uma das mais tradicionais do estado,[50] com novena (conhecida como "novena de Dona Canô"), lavagem do adro da igreja e procissão. (24 de janeiro a 02 fevereiro)
- Aniversário da cidade: Data em que se comemora a elevação de Santo Amaro à categoria de cidade. (13 de março)
- Bembé do Mercado: Evento comemorativo da assinatura da Lei Áurea. Único candomblé de rua do mundo,[51] com diversas manifestações culturais. (Fim de semana do dia 13 de maio)
- Data Magna: Data da assinatura da Ata de Vereação. (14 de Junho)
- São João: Festejos juninos, com apresentação de quadrilhas e shows musicais.
- Independência da Bahia: Comemoração com cortejo da Cabloca,[52] passagem do fogo simbólico[53] vindo de Cachoeira e desfile de bandas marciais.( 2 de Julho)
- Independência do Brasil: Comemoração com desfile das escolas, de cavalos e apresentação de bandas de fanfarras da cidade. (7 de Setembro).
- Festa de Nossa Senhora da Oliveira: Festejo no distrito de Oliveira dos Campinhos à padroeira local, com a realização de  novenário, shows e a tradicional lavagem.(setembro: data móvel)
- Festa de Nossa Senhora do Rosário:  Festejo em homenagem a Santa com novena e festa profana nos arredores da igreja. (1ª quinzena de Outubro)

### Museu, teatro e espaços culturais

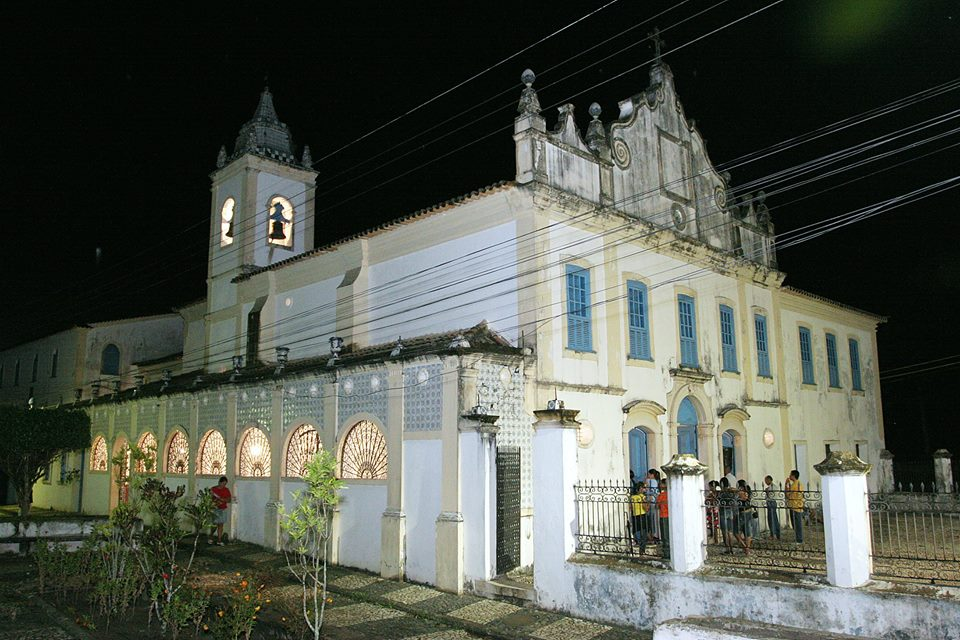
Museu dos Humildes

- Museu dos Humildes: Instalado no Convento de Nossa Senhora dos Humildes, o Museu dos Humildes, conta uma história de 200 anos de devoção. Fundado em 1808, o espaço foi criado para abrigar meninas órfãs, escravas, viúvas e filhas de senhores de engenho. Essas mulheres aprendiam sobre catolicismo e afazeres domésticos. Em 1980 o convento passou a abrigar o Museu. O Acervo se constitui por imagens sacras ornamentadas pelas mulheres e artesanato produzidos por elas. Além disso o Acervo conta também com cristais, pratarias, mobiliário, porcelanas e objetos litúrgicos. São cerca de 500 peças datadas do século XIX e tombadas pelo IPHAN em 1995. O espaço possui cooperação com o Instituto do Patrimônio Artístico e Cultural da Bahia e sua conservação cabe a Diretoria de Museus do Instituto.[54]

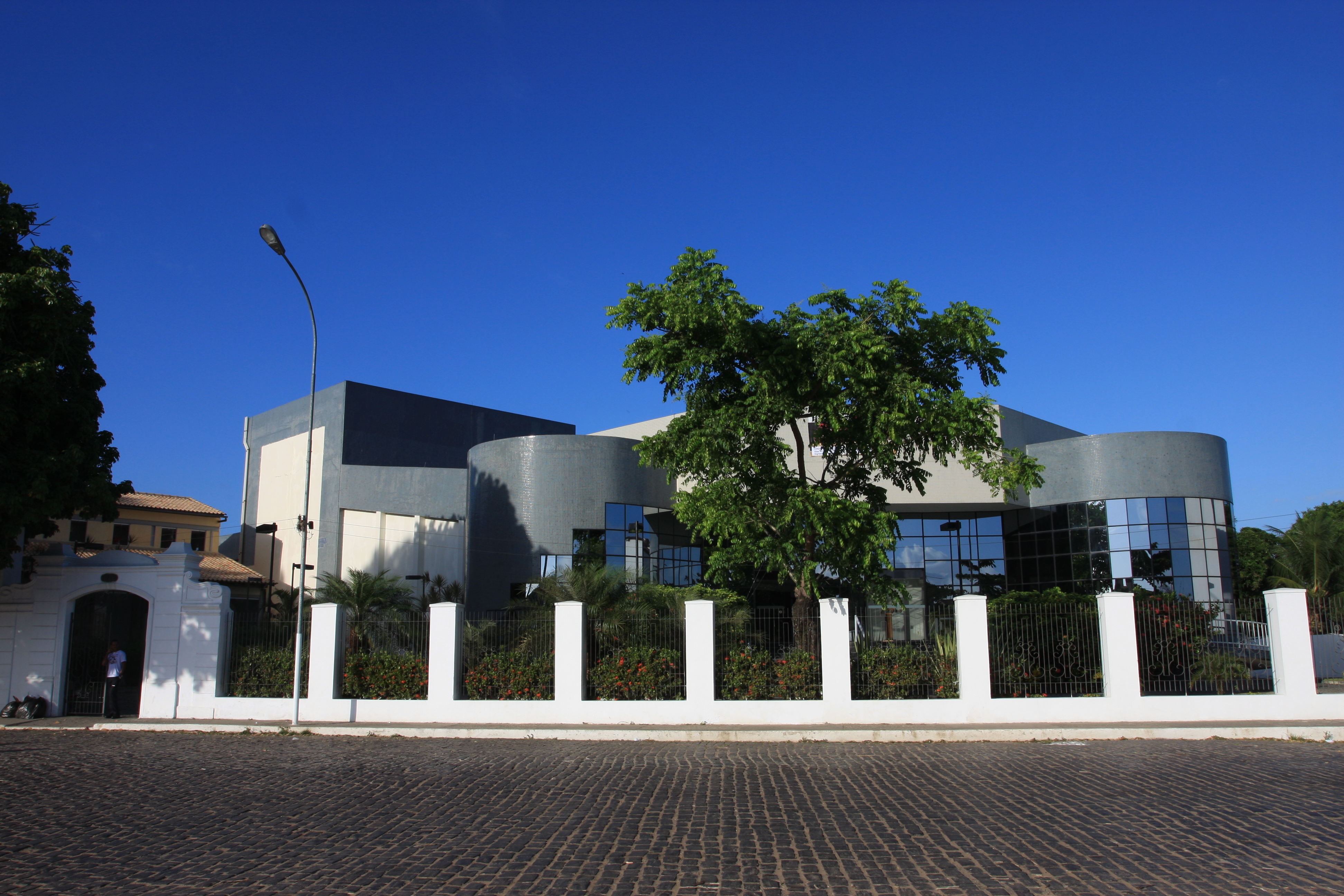
Teatro Dona Canô

- Teatro Dona Canô: Construído pelo Governo do Estado da Bahia com apoio da Fundação Cultural do Estado da Bahia em homenagem a matriarca da família Veloso. Foi implantado em uma área histórica da cidade no antigo Cais de Araújo Pinho, inaugurado em 2001, reuniu vários artistas locais e nacionais através do projeto Dona Canô Chamou. Com uma área construída de 1390 m², o teatro pode ser considerado um dos mais bem equipados da Bahia, contém um palco de 150 m², três camarins, sistema central de ar-condicionado, adaptações para portadores de deficiência, iluminação cênica, sonorização e sistema anti-incêndio.[23]

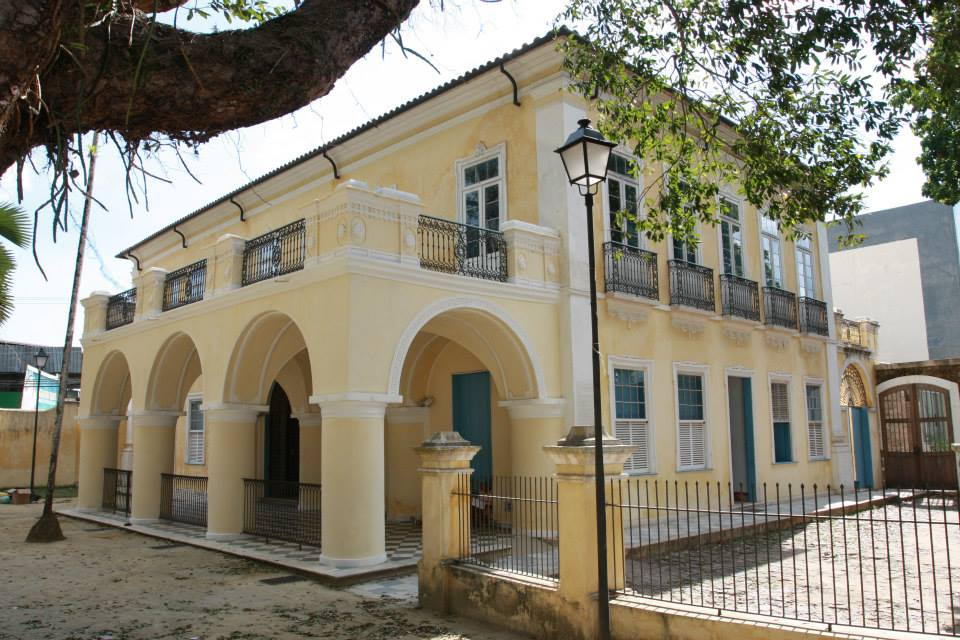
Casa do Samba

- Casa do Samba: A Casa é um Centro de Referência, apoio, estudo e difusão do Samba de Roda da Bahia, além de ser a sede da ASSEBA, local em que são realizadas as assembleias entre os grupos de samba e os representantes da Associação.A inauguração da Casa do Samba representa a abertura de um novo espaço de atuação dos sambadores e sambadeiras e do reconhecimento dessa expressão como patrimônio da humanidade. Na Casa do Samba são desenvolvidas atividades contemplando projetos de pesquisa, extensão e produção cultural; formação, capacitação e treinamento dos sambadores e sambadeiras; cursos e oficinas nas áreas de gestão, produção cultural, elaboração de projetos, captação de recursos, marketing, comunicação, pedagogia, artes cênicas e musicais, dentre outros.Em 2013, a entidade foi condecorada com a Ordem de Mérito Cultural pelo Ministério da Cultura. No ano de 2011 deu-se início a extensão da Asseba em 14 municípios das regiões do Recôncavo, Feira de Santana e Metropolitana de Salvador.[55]
- Memorial Edith do Prato: O Memorial de Dona Edith do Prato funciona na câmara dos vereadores e é composto por fotos, pelo prato que ela utilizava como instrumento para seu samba, as roupas que vestia nas apresentações, vídeos, cd’s entre outros.  Há também encontro com escritores e cursos no espaço.Dona Edith, utilizava como instrumentos musicais o prato e a faca que raspava no prato.  Faleceu em 2009, deixando sua marca no samba de roda.[56]
- Núcleo de Incentivo Cultural de Santo Amaro (NICSA): Idealizado pelo Professor José Silveira e inaugurado em junho de 1987, o NICSA tem aliado ações voltadas à promoção da saúde e da cultura com a responsabilidade social.  Constituído pelo Memorial José Silveira, Escolinha Aldroado Ribeiro Costa e a Biblioteca Padre José Gomes Loureiro, o NICSA fortaleceu suas ações em 2014, beneficiando a população santoamarense, terra natal de José Silveira, que fincou as bases desse trabalho social voltado ao incentivo à vida saudável, preservação da cultura local e estímulo à leitura.[57]

### Gastronomia
A culinária no município é bastante diversificada, sendo disponibilizada em vários bares e restaurantes da cidade. Destacam-se as seguintes iguarias na culinária de Santo Amaro:
- Maniçoba - Prato feito da folha da mandioca ralada com diversas carnes.
- Sarapatel - Vísceras de porco cozidas e condimentadas com pimenta.
- Xinxim - Galinha cozida com azeite de dendê, camarão seco e cebola.
- Caruru - Quiabo cortado cozido com azeite de dendê, camarão seco, castanha, amendoim, cebola e pimenta.
- Moqueca de peixe - Pescado ensopado com azeite de dendê, leite de coco, tomate, cebola, pimentão, pimenta e alho
- Feijoada - Feijão cozido com diversas carnes
- Efó - Língua de vaca com azeite mostarda, camarão e cebola.

Dentre as bebidas destaca-se a batida(mistura de frutas com cachaça) e o licor típico das festas juninas.

### Feriados locais
Além dos feriados nacionais, o município reconhece outras duas datas anuais como sendo feriado decretado: O dia 15 de janeiro, dia do padroeiro da cidade (Santo Amaro) e 2 de fevereiro, dia da padroeira da cidade (Nossa Senhora da Purificação).